# Edoardo Mortara

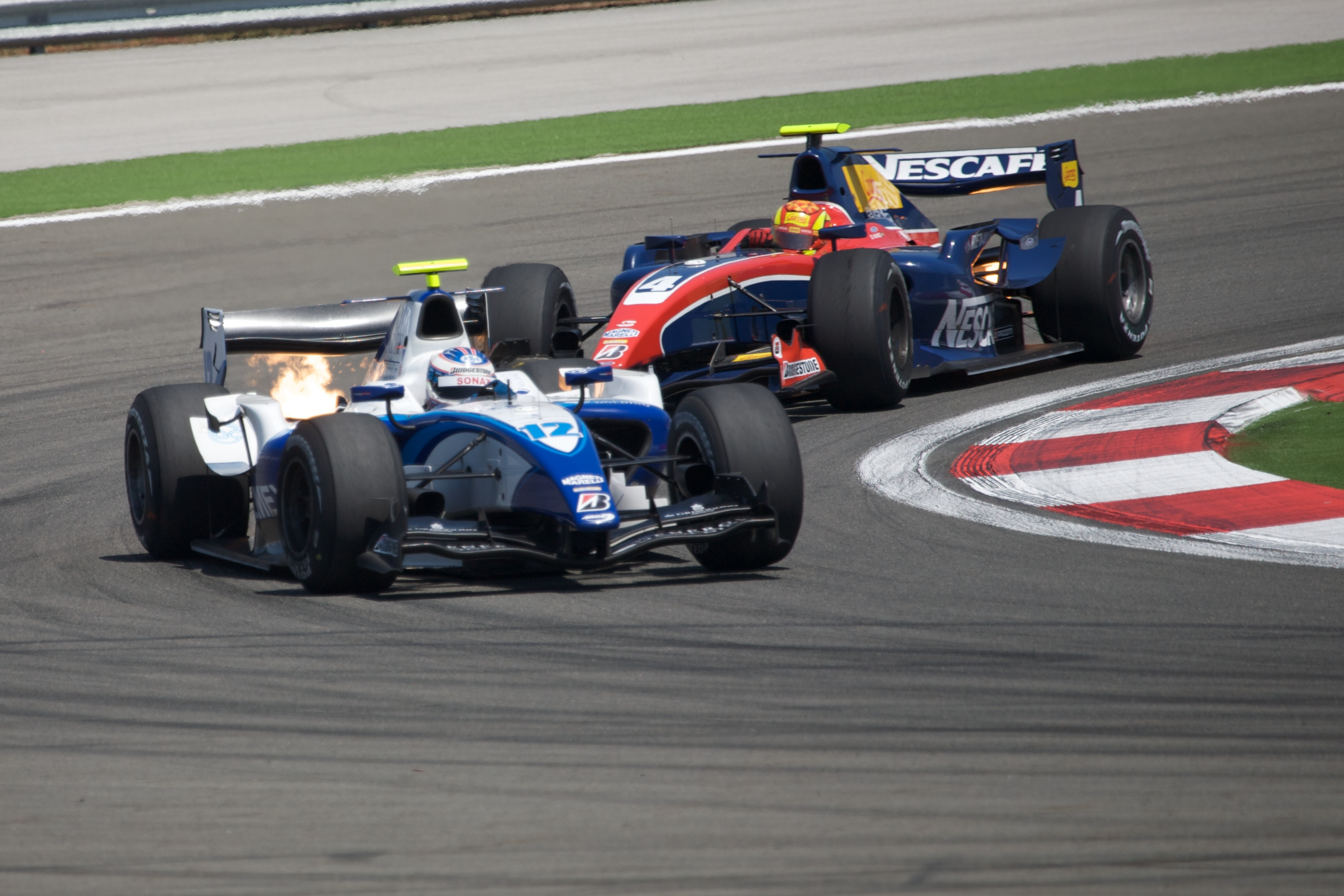
Edoardo Mortara före Diego Nunes i GP2 2009.

Edoardo Mortara, född 12 januari 1987 i Genève i Schweiz, är en schweizisk professionell racerförare som tävlar under italiensk flagga. Han är fabriksförare för Mercedes-AMG i bland annat DTM och Formel E.

## Racingkarriär
Mortara inledde sin seniorkarriär i Formula Renault 2.0 Italia 2006, där han tog en sammanlagd fjärdeplats. Detta ledde till ett kontrakt med Signature-Plus i F3 Euroseries 2007. Han slutade där på en åttondeplats totalt, vilket räckte till rookietiteln. Nico Hülkenberg var inte med i den tävlingen, eftersom han hade kört i en annan F3-serie tidigare. Mortara inledde sedan säsongen 2008 lysande, men tappade ungefär halvvägs och förlorade därmed sin mästerskapsledning och titelchansen till Hülkenberg.
Mortara körde i GP2 för Arden International 2009 och slutade totalt på fjortonde plats med en seger på Circuit de Catalunya.